# Colorado (fleuve du Costa Rica)
Pour les articles homonymes, voir Colorado (homonymie).
Le Colorado ou le Rio Colorado est, au Costa Rica, un affluent du fleuve San Juan qui se jette après 96 km dans la mer des Caraïbes dans le nord des provinces Heredia et Limón.
Les habitats naturels des environs sont protégés dans le cadre du Barra del Colorado Wildlife Refuge, créé pour assurer la sauvegarde de la deuxième plus grande forêt tropicale du pays.